# Пролетарская Победа
Пролета́рская Побе́да (бел. Пралетарская Перамога, нормативное название Пралетарская Пабеда) — железнодорожный остановочный пункт Минского отделения Белорусской железной дороги на линии Минск-Пассажирский — Орша-Центральная. Расположен в Борисовском районе Минской области, между станцией Жодино и остановочным пунктом Печинский на перегоне Жодино — Борисов. В 1,4 километрах юго-западнее от платформ расположена деревня Пересады.

## История
Остановочный пункт был построен и введён в эксплуатацию в 1946 году на железнодорожной магистрали Москва — Минск — Брест. В 1974 году остановочный пункт был электрифицирован переменным током (~25 кВ) в составе участка Минск — Борисов.

## Инфраструктура
Через остановочный пункт проходят два магистральных пути. Станция представляет собою две изогнутые боковые платформы, длиною по 210 метров каждая. Пересечение железнодорожных путей осуществляется по единичному наземному пешеходному переходу, оснащённому предупреждающими плакатами. Пассажирский павильон и билетные кассы (касса работает с 5 до 20 часов) расположены на платформе в направлении Орши.

## Пассажирское сообщение
На остановочном пункте ежедневно останавливаются электропоезда региональных линий эконом-класса (пригородные электрички), следующие до станций Орша-Центральная (4 пары), Борисов (7 пар), а также нерегулярные рейсы до Крупок и Славного. Время следования до Орши составляет в среднем 2 часа 30 минут, до Борисова — 13 минут, до станции Минск-Пассажирский — 1 час 24 минуты.